# Nancy Scranton
Nancy Scranton, född 26 april 1961 i Centralia i Illinois, är en amerikansk professionell golfspelare.
Scranton studerade vid Florida State University och University of Kentucky och spelade för Kentucky Wildcats, men hennes största framgångar som amatör kom i Illinois. Hon blev professionell 1984 och medlem på den amerikanska LPGA-touren 1985.
Hennes största framgång i karriären kom då hon vann majortävlingen du Maurier Classic 1991. Efter den segern har hon vunnit ytterligare två tävlingar på LPGA-touren. Hon deltog i det amerikanska Solheim Cup-laget 2000.
2004 hedrade hennes födelsestad Centralia henne genom att  13 augusti ge den namnet Nancy Scranton Day.

## Meriter

### Majorsegrar
- 1991 du Maurier Classic

### LPGA-segrar
- 1992 Los Coyotes LPGA Classic
- 2000 Subaru Memorial of Naples

### Övriga segrar
- 1981 St. Louis Metro Championship
- 1982 St. Louis Metro Championship
- 1983 Illinois Women's State Championship
- 1979 Southern Illinois Championship
- 1982 Southern Illinois Championship
- 1983 Southern Illinois Championship
- 1984 Western Kentucky Invitational, Southern Illinois University Invitational